# Adquisició d'una segona llengua
L'adquisició d'una segona llengua és el procés d'aprenentatge o adquisició d'una segona i/o altra llengua. Una segona llengua es refereix a qualsevol llengua apresa a més de la primera llengua d'una persona; encara que el concepte s'anomene adquisició d'una "segona" llengua, es refereix a qualsevol segona, tercera o subseqüent llengua. La major part dels investigadors de l'adquisició d'una segona llengua consideren el bilingüisme com al resultat d'aprendre una llengua, no el procés en si, i entenen el terme per a referir-se a tindre fluïdesa similar a un natiu. Els investigadores en camps com l'educació i la psicologia solen utilitzar el bilingüisme per a referir-se per a referir-se a totes les formes de mutilingüisme.